# Ethiopia Planum
L'Ethiopia Planum è una struttura geologica della superficie di Io.